# Paladin
Paladin - "cavaler cu armură strălucitoare", inițial acest nume era dat copiilor nobili, (născuți după primul copil). Biserica mai apoi le dă numele de "Apărători ai Creștinismului". Cuvântul își are originea  în latină platinus - dedicat palatului.